# Literatură pentru copii

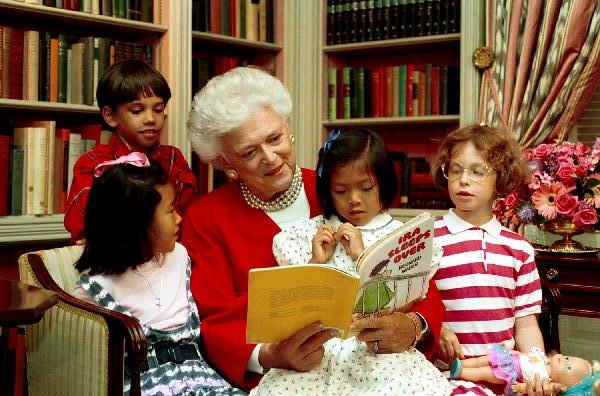
Barbara Bush citind o carte pentru copii, 1990

Literatura pentru copii este un gen literar care se adresează unui anumit segment de vârstă, respectiv celor aflați la anii copilăriei sau ai adolescenței (de la 1 an până la 18 ani). Este un gen literar care s-a născut în secolul al XIX-lea și a cunoscut o extindere abia în secolul al XX-lea. 
Prima specie a acestui gen o constituie basmele. Ele au circulat, inițial, pe cale orală, fiind apoi culese, și, după modelul celor populare, au fost scrise basmele culte.
Primele scrieri pentru tineret, cum erau cele ale lui Charles Perrault (1628 - 1703), se adresau, în același timp, adolescenților și adulților. Jeanne Marie Leprince de Beaumont a scris opere în mod special pentru acest public receptiv. 
În aceeași epocă, publicul tânăr și-a însușit cărți care nu fuseseră inițial scrise pentru el, precum Călătoriile lui Gulliver, Don Quijote și, desigur, Robinson Crusoe, recomandat copiilor de către Jean-Jacques Rousseau.
Datorită dificultății în definirea literaturii pentru copii, este de asemenea dificil de urmărit istoria literaturii pentru copii până în punctul precis de început. În 1658 Jan Ámos Komenský a publicat prima carte informațională cu ilustrații Orbis Pictus;se consideră că aceasta este prima carte cu ilustrații publicată special pentru copii. Publicarea cărții lui John Newbery în 1744 intitulată A Little Pretty Pocket-Book, care se vindea cu o minge pentru băieți sau o perniță de ace pentru fetițe, este considerată a fi un punct de reper pentru începutul cititului din plăcere mai ales pentru copii. Precedent lui Newbery, literatura pentru copii era destinată pentru informarea celor tineri, deși exista o vastă tradiție de transmitere a poveștilor pentru copii și adulți prin viu grai, și multe povestiri au fost considerate mai apoi inadecvate pentru copii, cum ar fi povestirile lui Charles Perrault, care puteau fi considerate prea familiare. În plus, o parte din literatură care nu se adresa cititorilor copii era dată copiilor de către adulți. Printre cele mai timpurii exemple în limba engleză a acestor ficțiuni pentru adulți se numără operele Thomas Mallory Morte d'Arthur și poveștile lui Robin Hood.

## Caracteristici fundamentale

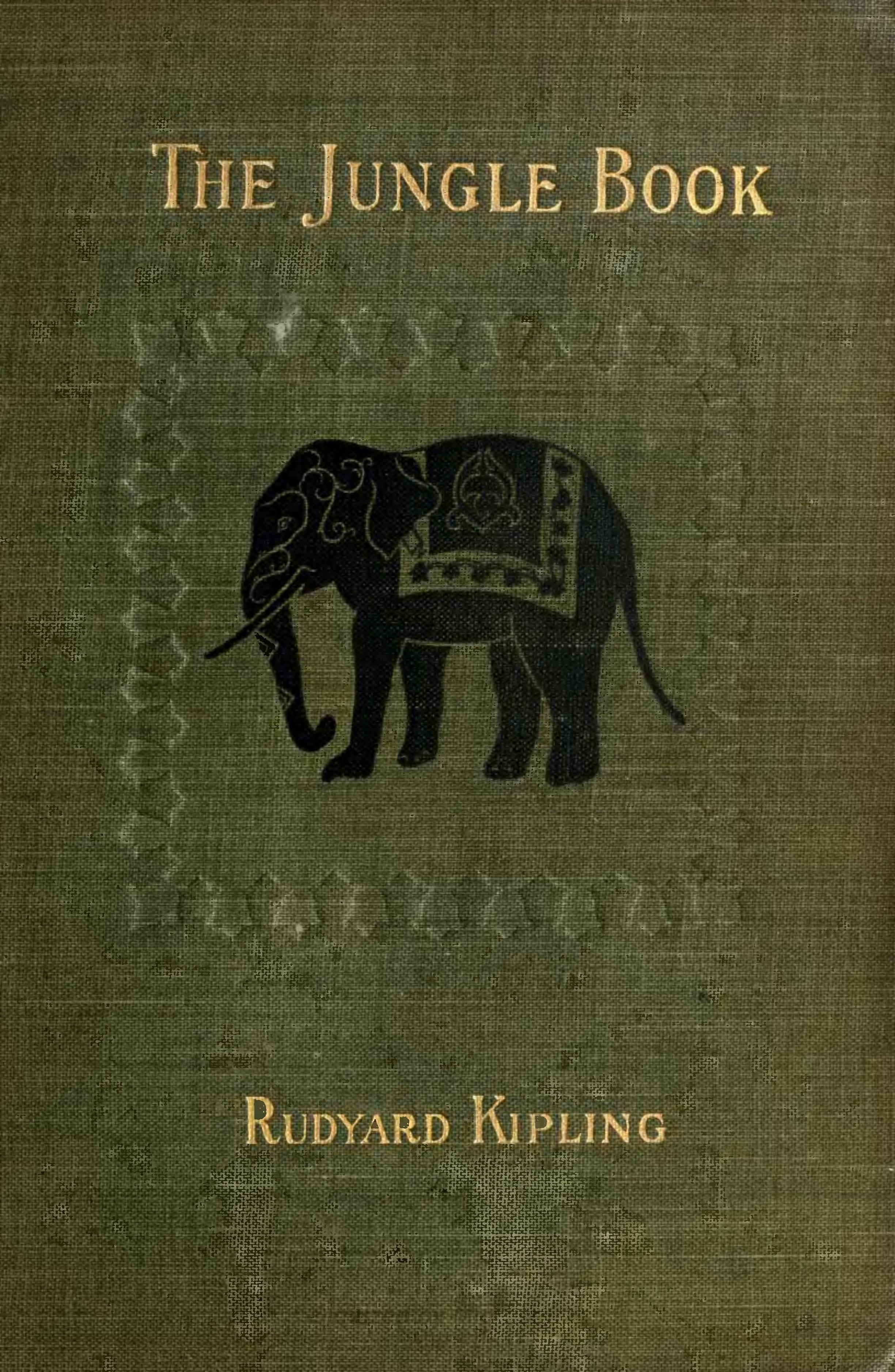
Cartea Junglei, ediție din 1910

Există câteva dezbateri referitor la ce cuprinde literatura pentru copii. Există unele opinii conform cărora literatura pentru copii este literatură scrisă special pentru copii, deși multe cărți care erau destinate inițial publicului adult sunt acum catalogate ca lucrări pentru copii, de exemplu operele lui Mark Twain, Prinț și cerșetor sau Huckleberry Finn. Se manifestă de asemenea și tendința contrară, în care lucrări de ficțiune, inițial scrise sau prefabricate pentru copii, sunt considerate ca fiind cărți pentru adulți. Ca martor la aceste lucruri, în anii următori, prestigioasele premii Whitbread Awards au fost acordate de două ori unor cărți ce erau destinate inițial copiilor: lucrarea lui Philip Pullman, The Amber Spyglass, și a lui Mark Haddon, The Curious Incident of the Dog in the Night-time. Premiul Nobel pentru literatură a fost de asemenea acordat unor autori care au adus mari contribuții literaturii pentru copii, cum ar fi Selma Lagerlöf, Isaac Bashevis Singer și Rudyard Kipling. Deseori este dificil de răspuns la întrebarea dacă o anumită carte este o carte destinată copiilor sau nu, de exemplu, Hobbitul de J. R. R. Tolkien.
Pe deasupra, există anumite dezbateri dacă non-ficțiunea este sau nu literatură (și o dezbatere separată conform căreia non-ficțiunea ar trebui să fie numită non-ficțiune sau informațională). În timp ce ALSC (Association for Library Service to Children) are un premiu special pentru non-ficțiune, numit Sibert Medal, cărțile non-ficționale au câștigat ocazional premiul Newbery Medal, primul premiu pentru cărțile adresate copiilor din Statele Unite (de remarcat lucrarea lui Russell Freedman din 1988, Lincoln: A Photobiography).
Mulți autori sunt specializați în cărți pentru copii. Alți autori sunt bine-cunoscuți pentru lucrările lor pentru publicul adult, dar au scris, de asemenea, și cărți pentru copii, cum ar fi operele lui Aleksei Nicolaevici Tolstoi, Cheița de aur sau aventurile lui Burratino, și ale lui Carl Sandburg Povestirile Rootabaga. În unele cazuri, cărți destinate publicului adult, cum este lucrarea lui Jonathan Swift, Călătoriile lui Gulliver, au fost editate (sau bowdlerizate) în așa fel încât să pară mult mai adecvate pentru copii.
O tentativă de a identifica caracteristicile unei lucrări numite 'literatură pentru copii' a condus la o linie călăuzitoare generală. Nu există o regulă perfectă și, pentru fiecare trăsătura identificatoare, există multe excepții, ca și multe cărți pentru adulți care împărtășesc aceste caracteristici.
Editorii au încercat să împartă literatura copii în subdiviziuni corespunzătoare pentru diferite vârste. În Statele Unite, aceste subdiviziuni au fost marcate ca lucrări pentru pre-cititori, cititori timpurii, cărți divizate pe capitole și tineri adulți. Acestea sunt estimativ echivalente grupelor de vârstă cuprinse între 0-5, 5-7, 7-11 ani ( câteodată subdivizate în alte 2 grupe, cea cuprinsă între 7-9 ani și pre-adolescenții), și cărți pentru adolescenți. Totuși, criteriile pentru care sunt astfel divizate sunt la fel de vagi și problematice ca și criteriile pentru definirea cărților pentru copii, în aspectul lor general. O distincție clară este ceea a cărților pentru copii de vârste mai fragede, care tind să conțină ilustrații, dar Cărțile ilustrate și trăsăturile acestora vizează toate nivelurile de vârstă și ambele sexe. Ca o regulă generală, implicitul cititor al unei cărți pentru copii este cu 1-3 ani mai mare decât protagonistul acesteia. (Exemple contrare: opera lui Orson Scott Card, Jocul lui Ender, nu neapărat scrisă pentru copii, dar cooptată de publicul tânăr.

## Serii celebre
Succesul unei cărți pentru copii impulsionează deseori autorul să prelungească povestea printr-o continuare a acesteia, sau chiar să lanseze o întreagă serie de cărți. Unele lucrări sunt concepute de la origine ca o serie: J. K. Rowling a declarat întotdeauna în interviuri că planul ei original era să scrie nu mai puțin de șapte cărți despre Harry Potter, iar câțiva autori, ca prolificii Enid Blyton și R. L. Stine, păreau incapabili să scrie o singură carte de bază, fără ca aceasta să nu aibă urmări. În câteva cazuri, seriile au supraviețuit autorilor lor, fie pentru că editorii, în mod public, au angajat noi autori care să continue seriile după moartea creatorului original (cum a fost cazul când Reilly și Lee au angajat pe Ruth Plumly Thompson să continue Seria cărților Vrăjitorul din Oz, după decesul autorului original L. Frank Baum), fie pentru că numele sub care scria autorul original era reținut ca un brand-nom-de-plume pentru serii (cum a fost cazul lui Franklin W. Dixon și seriei Băieții Hardy, Carolyn Keene și seriilor lui Nancy Drew, și V. C. Andrews și seriilor Florile din Mansardă).

### Opere fundamentale ale literaturii pentru copii
Colecțiile de basme sunt una din cele mai timpurii forme ale ficțiunii publicate, care nu și-au pierdut niciodată efectul magic pe care îl au asupra copiilor, deși câteva din poveștile clasice sunt înfiorătoare și nu au fost inițial culese pentru copii. Faimoși culegători și repovestitori ai basmelor sunt Charles Perrault, frații Grimm, Hans Christian Andersen și Andrew Lang.
| Caracteristici | Exemple de literatură pentru copii | Cărți pentru adulți care corespund profilului literaturii pentru copii |
| --- | --- | --- |
| Vândute sau scrise pentru copii | To Kill a Mockingbird de Harper Lee a fost, la origine, scrisă sau comercializată pentru copii, iar acum este înainte de toate o carte pentru copii. | The Stinky Cheese Man and Other Fairly Stupid Tales de Jon Scieszka este o carte extrem de populară în rândul adulților, probabil mai mult astfel decât în rândul adulților.                                                                                                  |
| Copiii sunt protagoniști | My Friend Mr. Leaky de J.B.S. Haldane este o carte pentru copii având ca protagonist un adult.                                                       | All the Pretty Horses de Cormac McCarthy este o carte pentru adulți având ca protagonist un copil. Este de notat faptul că multe cărți pentru adulți, cu protagoniști copii devin de facto cărți pentru tineri atunci când se stabilește ca acestea să fie folosite în școli. |
| Nu conțin teme pentru adulți și sunt 'potrivite pentru copii' -- un criteriu problematic, deoarece mulți specialiști sunt de păreri diferite asupra unor teme cum ar fi (de exemplu tulburări alimentare, violuri, abuz sexual, închisoare, război) și care sunt considerate potrivite atunci când lipsesc. | Junk de Melvin Burgess este despre consumul de heroină, No Laughter Here de Rita Williams-Garcia este despre FGM.                                    | A Pale View of Hills de Kazuo Ishiguro nu conține teme nepotrivite, nici nu conține mult gen ficțional pentru adulți. |
| Relativ scurte | Harry Potter and the Order of the Phoenix de J.K. Rowling, Summerland de Michael Chabon                                                              | Jonathan Livingston Seagull de Richard Bach |
| Conțin ilustrații, în anumite cărți scrise pentru copii | The Tulip Touch de Anne Fine este o carte pentru copii ilustrată.                                                                                    | Maus de Art Spiegelman este un roman grafic pentru adulți. |
| Sunt scrise într-un limbaj simplu | Skellig de David Almond | The Woman Warrior de Maxine Hong Kingston |
| Sunt orientate înspre un anumit subiect cu mai mult dialog și evenimente și cu descrieri și reflecții puține | The Red Pony de John Steinbeck | Jurassic Park de Michael Crichton |
| Tratează temele dezvoltării, creșterii, ajungând la o anumită vârstă și la maturizare | Fantastic Mr Fox de Roald Dahl | A Portrait of the Artist as a Young Man de James Joyce, deși se poate lua în considerare nota de mai sus despre cărțile pentru adulți cu copii protagoniști. |
| Încercări didactice, educaționale sau de educare a copiilor pentru a putea face față problemelor din societate și problemelor de comportament; pe de altă parte, conțin povestiri fantastice și aventuri | Encyclopedia Brown de Donald J. Sobol | The Fountainhead de Ayn Rand, The Picture of Dorian Gray de Oscar Wilde |
| Sfârșit fericit, în care binele triumfă asupra răului | Bridge to Terabithia de Katherine Paterson, Rhymes with Witchesde Lauren Myracle                                                                     | The Nightingale Legacy de Catherine R. Coulter |

- Orbis Pictus (1658) de Jan Ámos Komenský: Cea mai timpurie carte cu ilustrații
- Călătoria pelerinului de John Bunyan (1678); numeroase povestiri pentru copii au fost modelate conform alegoriei creștine
- A Little Pretty Pocket-Book|O drăguță cărticică de buzunăraș (1744) de John Newbery: Cea mai timpurie carte pentru plăcerea de a citi
- Struwwelpete (1845) de Heinrich Hoffman (publicată în engleză ca Slovenly Peter): Unul din cele mai timpurii exemple ale umorului grotesc și de asemenea a design-ului modern al cărților cu ilustrații
- Alice în Țara Minunilor (1864) de Lewis Carroll: Suprarealism timpuriu și roman plăcut non-didactic pentru copii.
- Micuțele femei (1868) de Louisa May Alcott.
- Max și Moritz (1865) de Wilhelm Busch.
- Aventurile lui Pinocchio (1880) de Carlo Collodi.
- Vrăjitorul din Oz (1900) de L. Frank Baum, ulterior extins într-o serie de cărți care erau extraordinar de populare în America, în prima jumătate a secolului XX. Una din cele mai timpurii fantezii pentru copii.
- Peter și Wendy (1911) de J. M. Barrie (cunoscut drept Peter Pan)
- Ursulețul Winnie (1928) de A. A. Milne.
- Pünktchen und Anton (1931) de Erich Kästner.
- Hobbitul sau Acolo și Iar Înapoi (1937) de J. R. R. Tolkien
- Micul Prinț (1943, în engleză The Little Prince) de Antoine de Saint-Exupéry
- Pippi Longstocking (1944) de Astrid Lindgren.
- The Lion, the Witch and the Wardrobe|Leul, Vrăjitoarea și Șifonierul (1950) de C. S. Lewis
- Pisica din Pălărie (1957) de Dr. Seuss: Prima carte de o înaltă calitate cu un vocabular limitat, scrisă pentru cititorii timpurii
- Să ucizi o pasăre cântătoare (1962) de Harper Lee: Premiul Pulitzer pentru carte destinată copiilor; de asemenea o lucrare inițiatică despre rase
- Unde Lucrurile Sălbatice Sunt (1964) de Maurice Sendak
- Charlie și Fabrica de Ciocolată (1964) de Roald Dahl
- Vrăjitorul mărilor (1968) de Ursula K. Le Guin, și continuările.
- Annie în Mintea Mea (1982) de Nancy Garden: Prima carte pentru copii despre personaje homosexuale cu o concluzie non-tragică.
- Harry Potter și Piatra Filozofală (1997) de J. K. Rowling, și continuările; un fenomen global, una din cele mai bine-vândute cărți din toate timpurile și una din cele mai traduse cărți literare pretutindeni. Popularitatea globala a cauzat renașterea interesului în privința literaturii pentru copii.
- O Serie de Evenimente Nefericite (1999) o lucrare de o sclipire uimitoare, semi-ficțională clasică, scrisă în 13 volume de Daniel Handler, sub numele de Lemony Snicket.

## Altele
- Aventurile baronului Munchausen, Rudolf Erich Raspe
- Bețișorul năzdrăvan, V. Suteev
- Minunatele aventuri ale lui Nils Holgerson, Selma Lagerlöf
- Poveste fără sfârșit, Momo, Michael Ende
- Ultima licornă, Peter Beagle

## Lista autorilor români care au scris poezie pentru copii
- Ion Agârbiceanu, ”Cuibul cu soare”
- Ion Anton, "Bună dimineața, ziuă!", "Garderoba veselă", "Cuibul soarelui"
- Vasile Alecsandri
- Tudor Arghezi, Zdreanță, Cântec de adormit Mitzura, volumul Cartea cu jucării
- Ion Barbu,După melci
- Ana Blandiana, creatoarea motanului Arpagic
- Constanța Buzea
- Nina Cassian, Povestea lui Mură-n Gură
- Otilia Cazimir, Baba Iarna intră-n sat
- George Coșbuc
- Leonid Dimov
- Victor Eftimiu, Înșir-te mărgărite
- Mihai Eminescu, Somnoroase păsărele
- Elena Farago, Cățelușul șchiop, Gândăcelul, Motanul pedepsit
- Octavian Goga
- Gellu Naum, Apolodor și A doua carte cu Apolodor (poeme epice)
- Emilia Plugaru'
- Ion Slavici, ”Puișorii”
- Pavel Șușară
- George Topîrceanu (Neghiniță)
- Petre Crăciun:  Taina ghemului de ață (versuri)  Cruciada pisicilor (versuri), Primul zbor, Împăratul-Copil. Povești în vesuri, Ghiozdanul cu poezii

## Căsuța cu personaje (Recunoașteți autorul?)
- Gianni Rodari, Gelsomino în țara mincinoșilor
- Wilhelm Hauff, Povestea lui Muck cel Mic
- Frații Grimm, Croitorașul cel viteaz
- Anamaria Șmigelschi, Luna Betiluna și Dora Minodora, Dora Minodora și Pește Mămăligă Prăpădește
- Doctorul Au Mă Doare
- Nikolai Nosov, În țara lui Habarnam
- Charles Perrault, basmul cu uriașul Periferigerilerimini

## Lista autorilor români de proză pentru copii

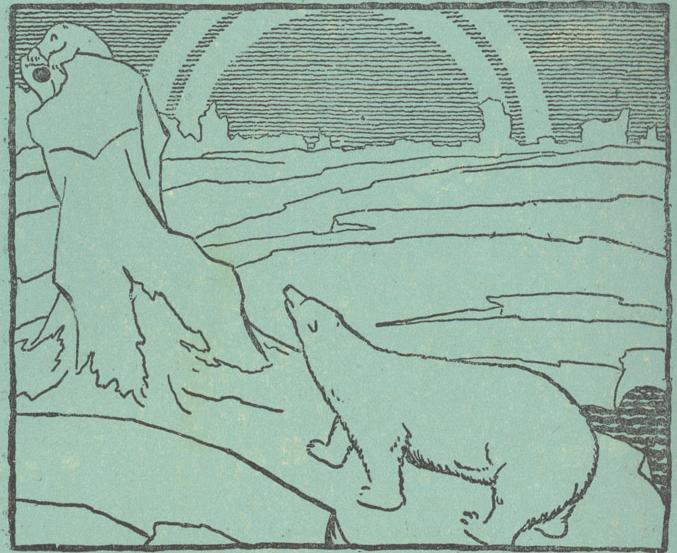
Ilustrație de Nicolae Tonitza cu Fram, ursul polar, creația scriitorului Cezar Petrescu

- Costache Anton - Seri albastre; Vacanța; Ochii aurii ai Roxanei (romane)
- Mircea Cărtărescu - Enciclopedia zmeilor
- Iordan Chimet - Închide ochii și vei vedea orașul
- Constantin Chiriță - ciclul Cireșarii
- Petre Crăciun - Basme, Fetița din Floare, Basme pentru familia mea, Cu Moș Crăciun în Țara Copiilor Neîncrezători, Cândva mă chema Codiță (povestire), Robert cel Cuminte (roman), Fetița din Floare (roman), Cu Andersen în Țara Copiilor Neîncrezători - roman (Premiul USR pe anul 2016 la secțiunea Carte pentru copii).
- Vladimir Colin - Basme, Basmele omului, Legendele Țării lui Vam
- Ion Creangă- Amintiri din copilărie
- Mihai Eminescu- Basme: Făt Frumos din lacrimă
- Petre Ispirescu (Basme: Tinerețe fără bătrânețe și viață fără de moarte, Ileana Simziana, Aleodor Împărat, Broasca țestoasă cea fermecată, Lupul cel năzdrăvan și Făt-Frumos, Prâslea cel voinic și merele de aur)
- Alexandru Mitru - Legendele Olimpului, În țara legendelor
- Fănuș Neagu - Caii albi din orașul București
- Tudor Opriș - cărți de popularizare în domeniul botanicii sau zoologiei
- Cezar Petrescu - Fram, ursul polar
- Sînziana Popescu- Andilandi
- Răzvan Rădulescu- Teodosie cel Mic
- Mihail Sadoveanu- Dumbrava minunată
- Mircea Sântimbreanu- Mama mamuților mahmuri
- Barbu Ștefănescu Delavrancea- Neghiniță și alte povestiri, Domnul Vucea
- Radu Tudoran - Toate pânzele sus!, Ultima poveste
- Grigore Vieru
- Elena Zafira Zanfir- Basme: Codrin și Codrina, Frumoasa de pe planeta fără nume, Viteazul Sarmi și domnița Zegetusa
- Ion Anton - "Zodia Zimbrului", povestire istorică

## Lista autorilor români care au scris literatura pentru adolescenți
- Mircea Eliade - Jurnalul adolescentului miop
- Ionel Teodoreanu - La Medeleni
- Mihail Drumeș - Invitație la vals, Elevul Dima dintr-a șaptea
- George Șovu - seria Liceenii
- Simona Popescu - Exuvii
- Ovidiu Verdeș - Muzici și faze
- Grigore Popescu-Băjenaru - Cișmigiu et comp., Buna dimineața, băieți!

## Premii pentru literatura pentru copii
Câteva premii semnificative la categoria literatură pentru copii:
- Statele Unite

Majoritatea premiilor sunt acordate de către American Library Association Association for Library Service to Children. Ele includ Medalia Newbery pentru redactare, Medalia Caldecott pentru ilustrare, Medalia Sibert pentru informaționalitate, Medalia Wilder pentru dăinuirea de-a lungul timpului, Premiul Batchelder pentru lucrările traduse , Premiul Coretta Scott King pentru lucrări ale unui scriitor African-American, și Medalia Belpre pentru lucrările unui scriitor Latino.
- 'Regatul Unit și Commonwealth-ul: Medalia Carnegiepentru redactare și Medalia Kate Greenaway pentru ilustrare; Nestle Smarties Book Prize și premiul Guardian.

- Franța

- Premiul Baobab
- Premiul Tam-Tams
- Premiul Presei Tinere
- Premiul Vrăjitorilor
- Premiul Incoruptibililor

- Internațional: premiul Hans Christian Andersen
- România: Premiul Cartea Anului din partea Filialei pentru Copii si Tineret a Uniunii Scriitorilor